# マニフェスト (競走馬)
マニフェスト (Manifesto) はアイルランドで生まれ、アイルランドおよびイギリスで調教された競走馬。19世紀から20世紀にかけて障害競走で傑出した成績を収めた。
マニフェストは1888年にハリー・ダイアスの所有するナヴァン近くの牧場で父マンオブウォー (Man of War) と母ヴィーヴィクタス (Vae Victus) のもとに生まれ、4歳のときにマンチェスターで行われたスティープルチェイスが初出走となった。同年にレパーズタウンで行われたアイリッシュチャンピオンスティープルチェイスに優勝し、これを最後にイギリスで競走生活を送ることになる。
初めてグランドナショナルに出走したのは1895年のことである。11ストーン2ポンド（約70.8キログラム）のハンデで出走したが、優勝したワイルドマンフロムボルネオの4着に敗れた。翌年も出走したものの転倒により競走を中止した。
グランドナショナルで初勝利を挙げたのは9歳となった1897年のことである。11ストーン3ポンド（約71.2キログラム）を背負ってのものだった。レースは28頭立てで行われ、2年前の優勝馬ワイルドマンフロムボルネオ、前年の優勝馬ザソアラーも出走していたが、いずれも途中で競走を中止している。1898年にマニフェストはハリー・ダイアスからブルティールに4000ポンドで売却された。この年はグランドナショナルには出走していない。
1899年にマニフェストは2度目の優勝を飾った。これは12ストーン7ポンド（79.4キログラム）というグランドナショナルで最も重いハンデでの勝利であり、同じハンデを背負ってグランドナショナルを優勝したのはほかに3頭しかいない。1900年は12ストーン13ポンド（82.1キログラム）で出走して3着に健闘した。なお、優勝したドロエダとは13キログラム以上の斤量差があった。
1901年はグランドナショナルに出走せず、1902年、1903年はそれぞれ12ストーン8ポンド、12ストーン3ポンドでともに3着。最後の出走となった1904年、16歳となったマニフェストは12ストーン1ポンドのハンデで6着に終わった。